# Blue Brain
El proyecto Blue Brain tiene como objetivo estudiar la estructura del cerebro de mamíferos, creando una simulación de todo el cerebro a nivel molecular. Esta ingeniería inversa del comportamiento permitirá avanzar en el entendimiento del funcionamiento del cerebro, así como estudiar sus disfunciones.
El proyecto adquiere carácter internacional con el proyecto Cajal Blue Brain de la UPM (CeSViMa) que incorpora a España en la iniciativa.

## Historia
El proyecto se inicia en 2002 cuando Henry Markram funda el Brain Mind Institute en el École Polytechnique. Sin embargo, no es hasta la firma del acuerdo de colaboración entre IBM y el profesor Henry Markram (el 6 de junio de 2005) cuando el proyecto inicia su andadura.
Durante el año 2006 el proyecto se centra en la creación del modelo de la columna cortical (la unidad funcional básica del cerebro). En noviembre de 2007 el proyecto alcanza un importante hito al finalizar el modelo y con él la primera fase. El resultado de la primera fase es un proceso basado en datos para crear, validar e investigar la columna cortical.
En mayo de 2009, se presenta la iniciativa española denominada Cajal Blue Brain. Este proyecto está coordinado por la UPM (Facultad de Informática/CeSViMa) con colaboración del Instituto Cajal del CSIC y coordinado por Javier de Felipe. El proyecto utiliza los recursos proporcionados por el supercomputador Magerit instalado en el CeSViMa.

## Fases
El proyecto se ha dividido en dos fases, la primera de las cuales se completó en noviembre de 2007.

### Fase I
El objetivo inicial del proyecto es simular la columna cortical, que puede considerarse la menor unidad funcional del neocórtex (la parte del cerebro que se cree responsable de las funciones superiores como el pensamiento consciente). Esta columna tiene una altura de 2 milímetros, un diámetro de 0,5 milímetros y contiene unas 60.000 neuronas en humanos.
La simulación se centra en la columna neocortical de las ratas, que tienen una estructura muy similar pero que contienen únicamente 10 000 neuronas y 108 conexiones sinápticas. Durante los últimos 10 años, el profesor Markram ha estudiado los tipos de neuronas y sus conexiones en esta columna para generar un modelo de su funcionamiento.

### Fase II
Tras obtener el modelo de funcionamiento el siguiente paso es realizar y validar simulaciones basadas en dicho modelo. En esta fase se continuará con dos ramas diferentes:
- Construcción de la simulación a nivel molecular, cuyo interés reside que permitirá estudiar los efectos de los genes
- Simplificación de la simulación de la columna para permitir la simulación paralela de un gran número de columnas interconectadas, con el objetivo final de simular un neocórtex completo (que en el caso de los humanos consiste en un millón de columnas, aproximadamente).

Los siguientes pasos son ascender al nivel del gato para alcanzar seguidamente el de los primates. 

## Simulación total del cerebro
Un objetivo a largo plazo es construir una simulación detallada y funcional de los procesos fisiológicos en el cerebro humano: "No es imposible construir un cerebro humano, y podemos hacerlo en 10 años", Henry Markram, director del Blue Brain Project dijo en 2009 en la conferencia TED en Oxford. En una entrevista de la BBC World Service, él dijo: "Si nosotros lo construimos correctamente, este debería hablar y tener una inteligencia y un comportamiento en gran medida como un ser humano".

## Financiación
El proyecto está financiado principalmente por el gobierno suizo y en segundo lugar por las subvenciones y donaciones de algunos particulares. La EPFL compró la computadora Blue Gene a un costo reducido, porque en ese momento era todavía un prototipo e IBM estaba interesado en explorar cómo las diferentes aplicaciones se realizan en la máquina. BBP era una especie de beta tester.
El proyecto es un candidato de los seis finalistas para la beca de investigación Tecnologías Emergentes y Futuras (FET) de la Comisión Europea. Si la subvención es concedida le serán otorgados mil millones de euros durante 10 años. A la luz de esta subvención, el proyecto ha pasado a denominarse Human Brain Project.
A finales del 2012, o principios del 2013 al menos dos de los seis proyectos piloto que compiten por la beca FET se espera sean elegidos para ser lanzados como una iniciativa completa FET in 2013.

## Organismos involucrados
Además de la École Polytechnique otros organismos de países europeos colaboran activamente en el proyecto.

### Suiza
Es el núcleo del proyecto desde el que se coordina el resto de los centros.

#### École Polytechnique Fédérale de Lausanne
La institución École Polytechnique Fédérale de Lausanne dispone de un supercomputador Blue Gene, denominado Brainsim, en el que se ejecuta el software de simulación. Este software se compone del MPI-based Neocortical Simulator (NCS), desarrollado por Phil Goodman, combinado con el programa NEURON, de Michael Hines. La simulación no consiste en una simple red neuronal artificial, sino que involucra modelos de neuronas mucho más realistas biológicamente.

### España
La participación española está coordinada por la UPM que aglutina las colaboraciones de:
- Tres laboratorios del Consejo Superior de Investigaciones Científicas (CSIC),
- Universidad de Castilla-La Mancha
- Universidad Politécnica de Madrid
- Universidad Rey Juan Carlos

#### Universidad Politécnica de Madrid

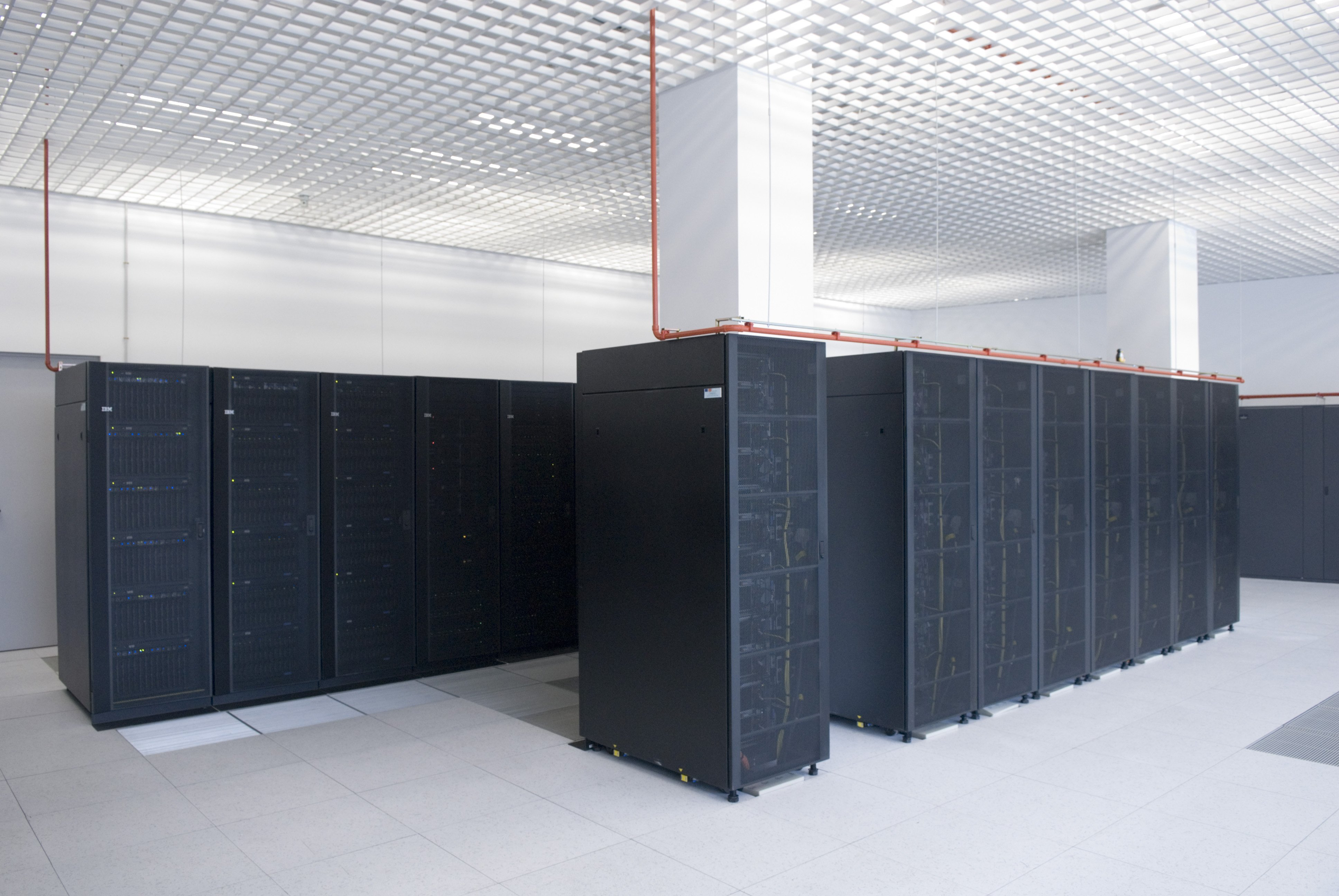
El supercomputador Magerit (CeSViMa), el más potente de España, es usado por el proyecto

España entra en el proyecto a través del CeSViMa (Facultad de Informática de Madrid). El proyecto Cajal Blue Brain se encarga de coordinar las actividades de investigación realizadas en España.
Las líneas de investigación se dividen principalmente en dos:
- Experimentación neurológica realizada en colaboración con el Instituto Cajal (CSIC) coordinada por Javier de Felipe.
- Herramientas informáticas de análisis de datos y simulación 3D. Para ello se dispone de los recursos ofertados por el CeSViMa,[11] entre los que se encuentra el supercomputador Magerit, el más potente de España.[12]

El proyecto Cajal Blue Brain es pionero en el uso de un microscopio de nanotecnología para el estudio del cerebro.